# Interviuri pe o temă dată
Interviuri pe o temă dată este un film documentar românesc de scurtmetraj din 1983 regizat de David Reu.